# Antonio Mancini

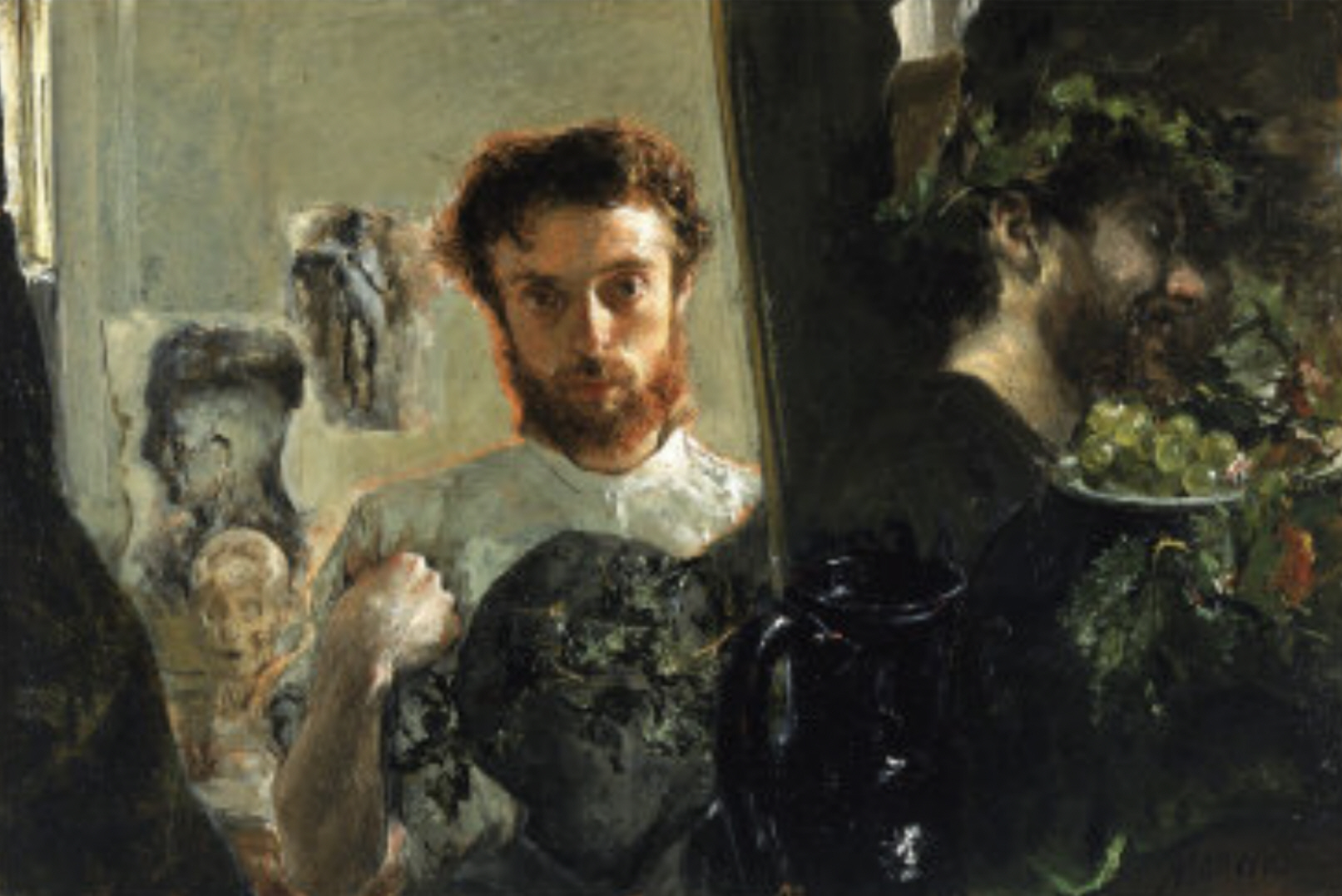
Zelfportret met spiegel, 1872

Antonio Mancini (Albano Laziale, 14 november 1852 - Rome, 28 december 1930) was een Italiaans kunstschilder. Hij schilderde voornamelijk in een realistische stijl, later nadrukkelijk met modernistische en impressionistische invloeden.

## Leven
Antonio Mancini legde al vroeg een bijzondere begaafdheid voor tekenen aan de dag en werd op twaalfjarige leeftijd toegelaten tot de Accademia di Belle Arti di Napoli in Napels, waar hij studeerde onder Domenico Morelli. In 1870 had hij veel succes met de expositie van twee werken in de Parijse salon. Drie jaar later startte hij een atelier te Rome en sloot zich aan bij de naturalistische Verismo-beweging.

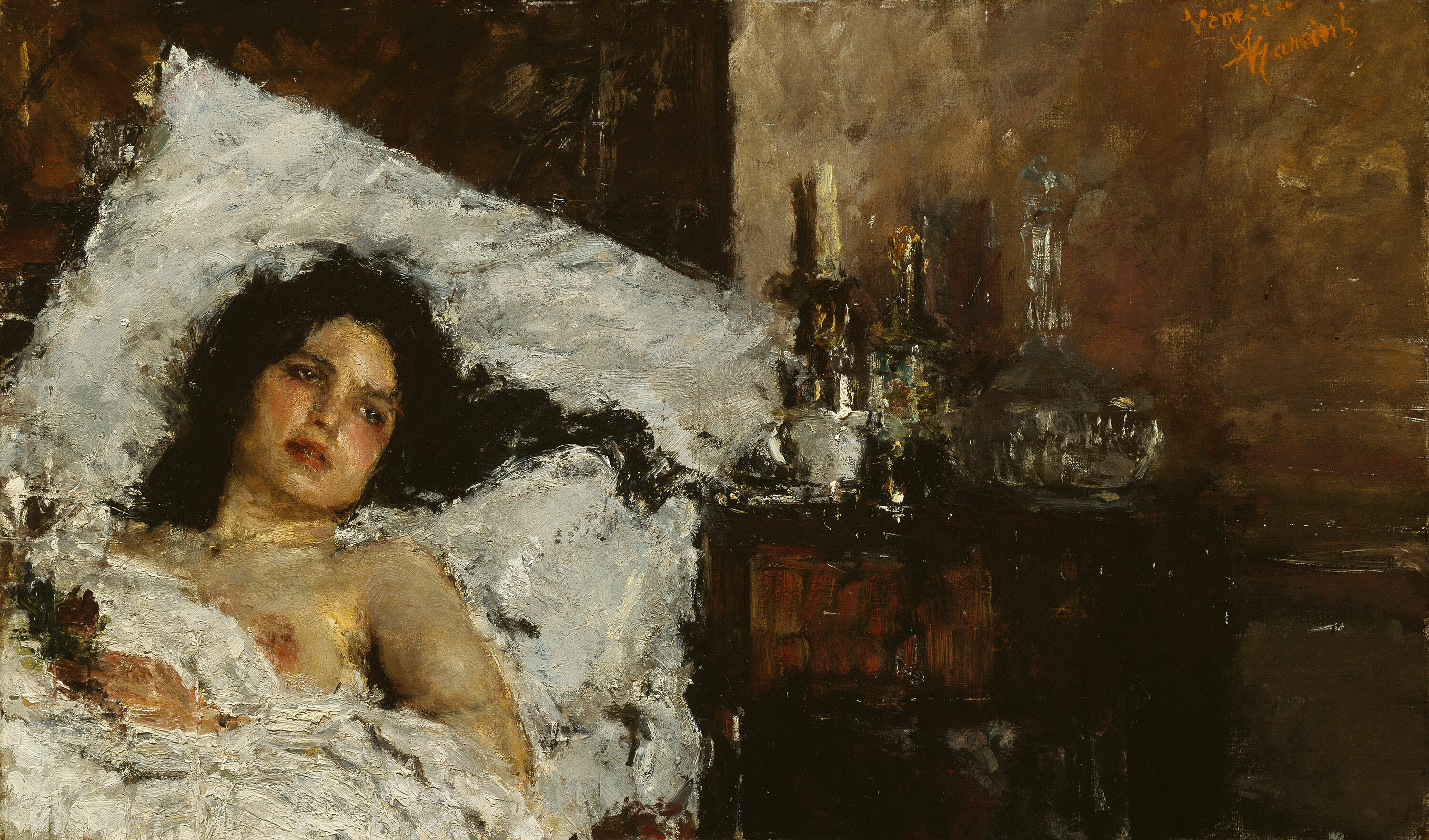
Resting, c. 1887

In 1877 vertrok Mancini naar Frankrijk en leerde daar de impressionisten Edgar Degas (1834–1917) en Édouard Manet (1832–1883) kennen, die zijn latere werk sterk zouden beïnvloeden. Hij was bevriend met John Singer Sargent (1856–1925), die hem in 1880 voor een lang verblijf in Londen uitnodigde.
Vanaf 1881 leed Mancini aan ernstige depressies, waardoor regelmatig klinische opnames noodzakelijk waren. Uiteindelijk vestigde hij zich opnieuw, en nu definitief, in Rome. Berooid probeerde hij daar een nieuw evenwicht te vinden, financieel ondersteund door vrienden uit de kunstwereld. Tot hen behoorde de Nederlandse schilder en kunstverzamelaar Hendrik Willem Mesdag, die hem vanaf 1885 jaarlijks geld zond in ruil voor schilderijen. Mesdag heeft meer dan honderd werken van hem aangekocht en doorverkocht. 
Mancini kreeg een relatie met de prostituee Aurelia, die meermaals voor hem model stond en uiteindelijk zijn huishoudster en levensgezellin werd. Uiteindelijk vond hij toch weer een zekere balans in zijn leven en kwam tot een hernieuwde productiviteit. In 1918 werd hij zelfs nog leraar aan de Accademia d'Italia. Hij overleed in 1930, op 78-jarige leeftijd.

## Werk en betekenis
Het vroege werk van Mancini is qua stijl sterk realistisch. Later schilderde hij vooral in kleurrijk en helder palet, met modernistische elementen, vaak gebruikmakend van impasto-technieken. De invloed van het impressionisme is dan duidelijk merkbaar, waarmee hij wel als een der wegbereiders van de moderne Italiaanse schilderkunst wordt beschouwd. Hij maakte vooral naam met zijn portretten, meestal in olie, maar ook in waterverf en pastel.
In 2007-2008 vond een grote overzichtstentoonstelling van Mancini's werk plaats in de Philadelphia Museum of Art. Werk van Mancini is ook te zien in de Galleria nazionale d'arte moderna e contemporanea in Rome, het Museo Civico-Galleria d'Arte Moderna in Turijn, Tate Britain te Londen en het Musée d'Orsay te Parijs. Het museum De Mesdag Collectie aan de Haagse Laan van Meerdervoort bezit ongeveer vijftien werken van Mancini uit de verzameling van H.W. Mesdag.

## Galerij

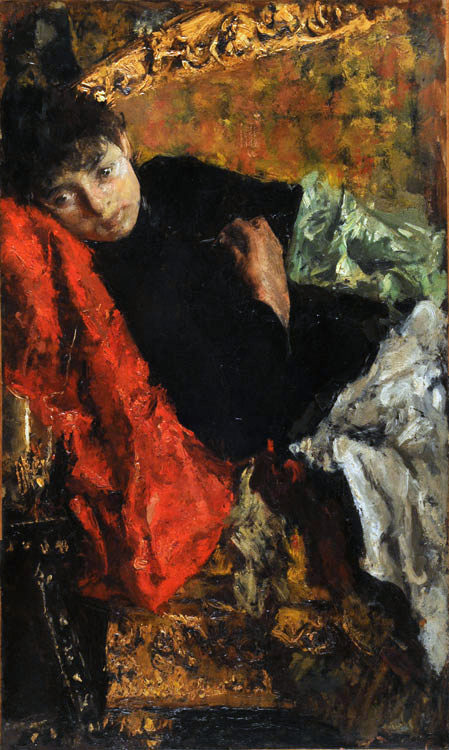
La pensosa
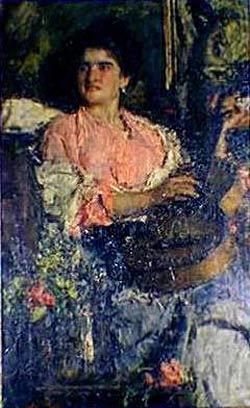
Canzone allegra
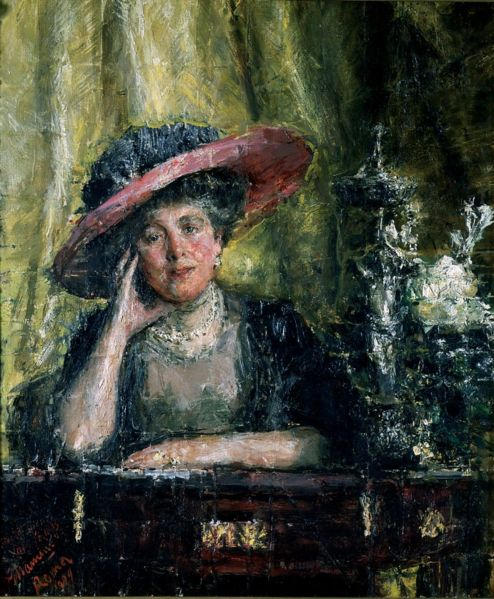
Florence Phillips
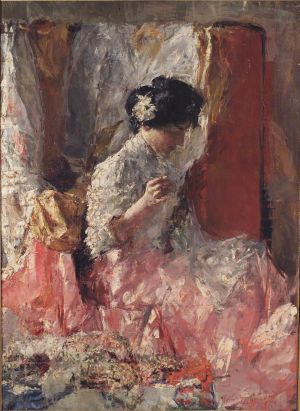
Portret van een jonge vrouw
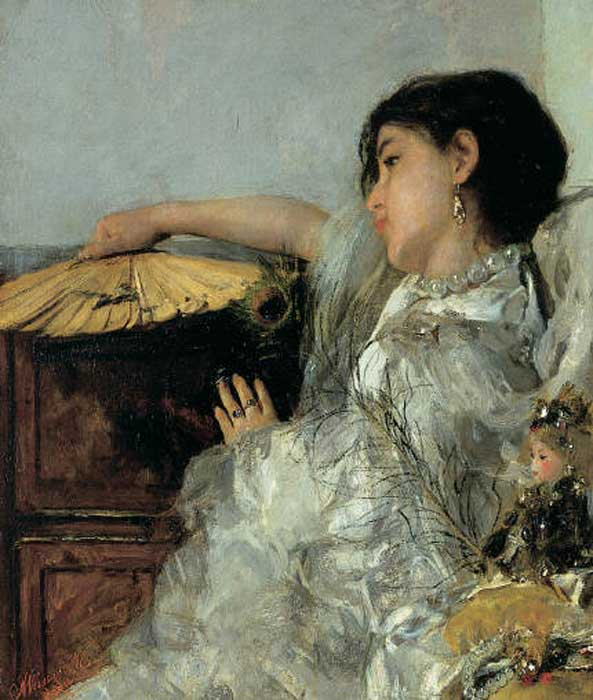
Le Due Bambole
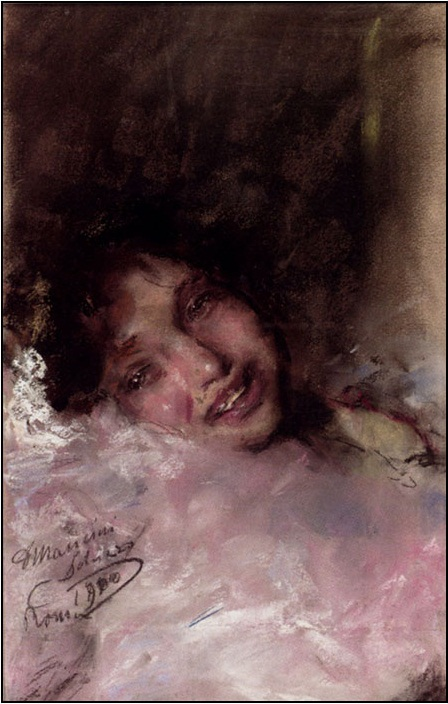
Jong meisje lachend
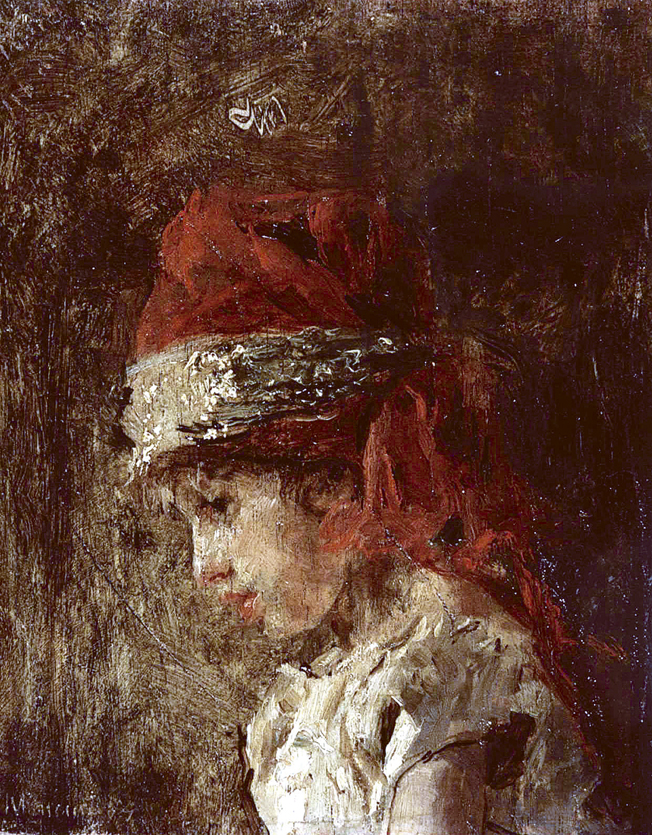
Luigiello met tulband
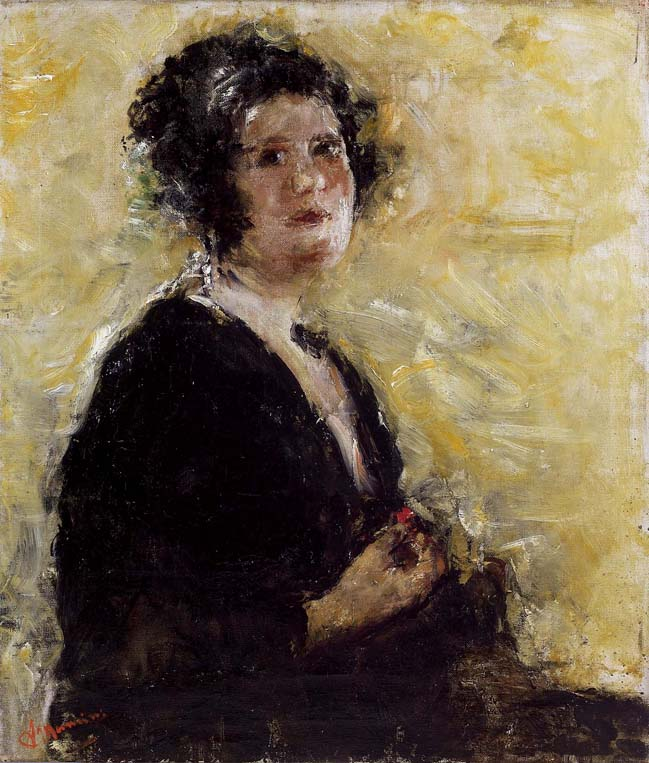
Portret van een vrouw
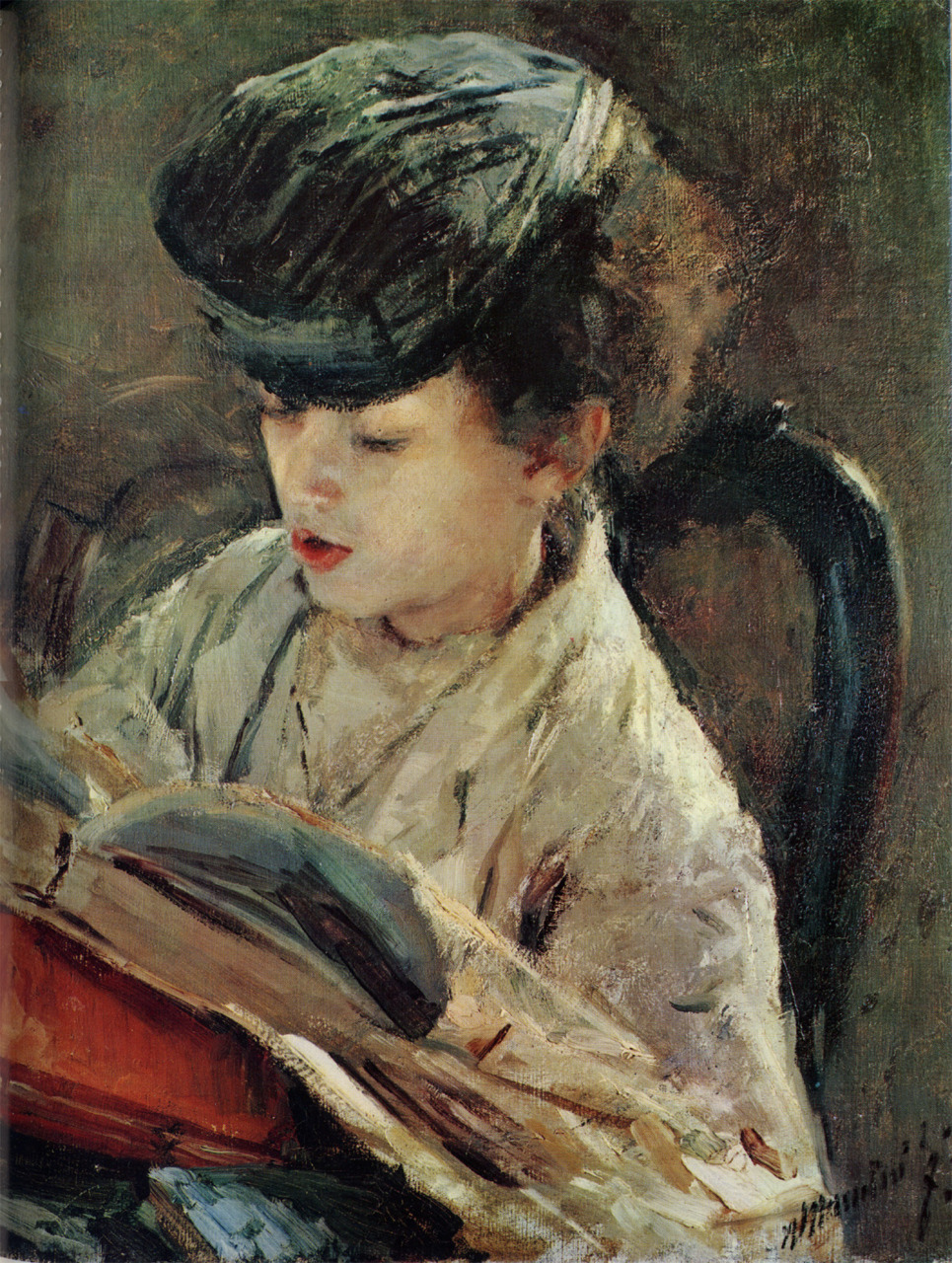
Bimbo che Legge
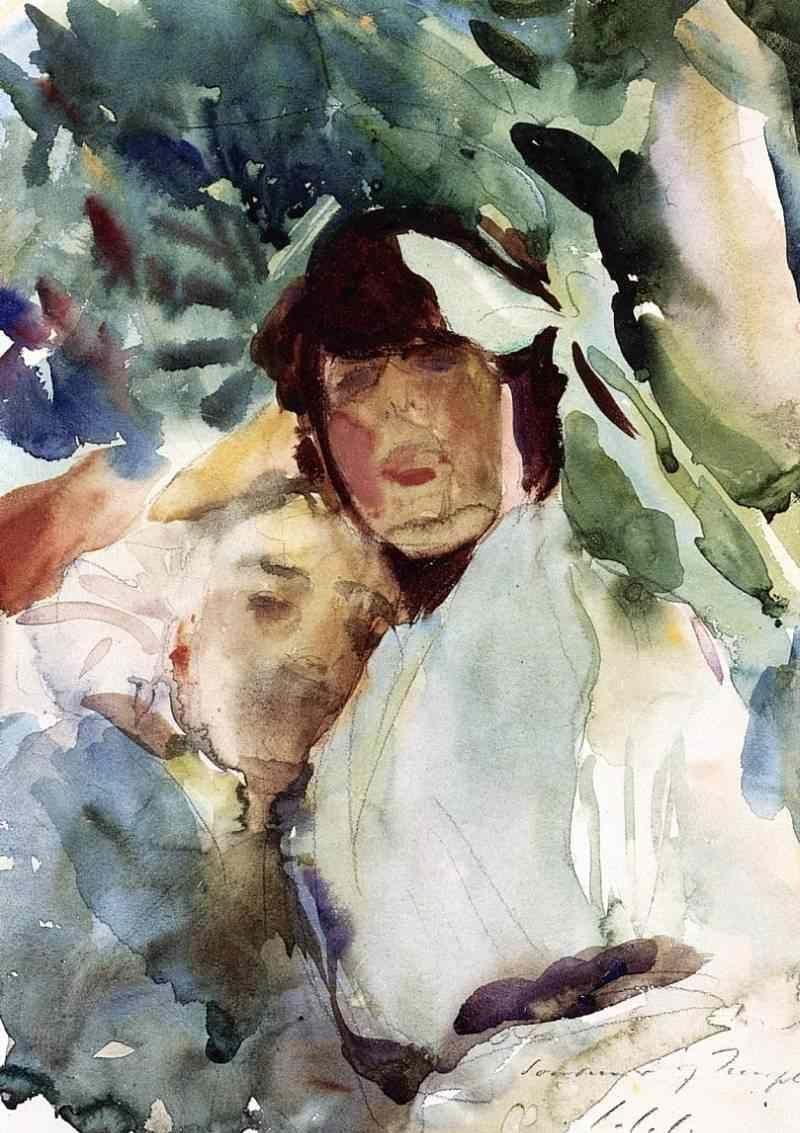
Ena Wertheimer en Antonio Mancini